# Kazuyo Sejima

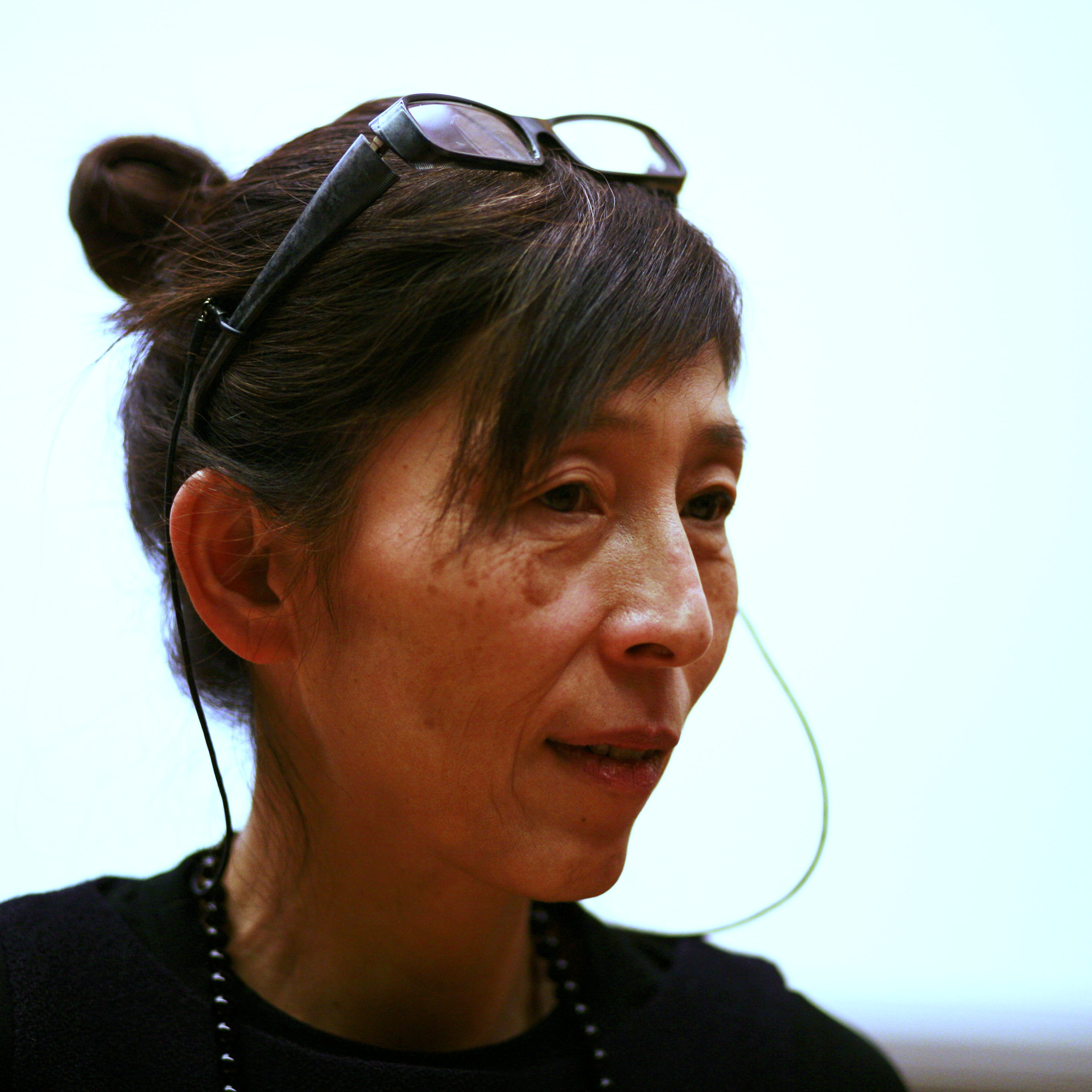
Kazuyo Sejima, 2009

Kazuyo Sejima (jap. 妹島 和世, Sejima Kazuyo; * 1956 in der Präfektur Ibaraki, Japan) ist eine japanische Architektin. Sie ist Preisträgerin des Pritzker-Preises.

## Werdegang
Kazuyo Sejima studierte an der privaten Frauenuniversität Nihon Joshi Daigaku und schloss ihr Studium 1981 ab.  Ab 1981 arbeitete sie bei Toyo Ito. 1987 machte sie sich selbstständig und gründete das Büro Kazuyo Sejima & Partner. Zusammen mit Ryūe Nishizawa (* 1966), ihrem früheren Angestellten, führt sie seit 1995 das Architekturbüro SANAA in Tokio. Seit 1995 hält sie Gastvorlesungen an der Nihon Joshi Daigaku.
Ihre klaren Entwürfe sind von Modernität und Raumverständnis geprägt. Sie entwarf unter anderem  das New Museum of Contemporary Art in New York. Für das Weltkulturerbe Zeche Zollverein in Essen gestaltete sie den würfelförmigen Bau, der inzwischen von der Folkwang Universität genutzt wird.
Kazuyo Sejima leitete 2010 als erste Frau die Architekturbiennale von Venedig.
Am 15. November 2013 erhielt Kazuyo Sejima die Ehrendoktorwürde der Fakultät Architektur und Stadtplanung der Universität Stuttgart. 2015 wurde sie als Ehrenmitglied in die American Academy of Arts and Letters gewählt.
2001/02 lehrte sie als Gastdozentin an der ETH Zürich (Assistent: Peter Sigrist), 2004/05 lehrte sie als Internationale Gastprofessorin an der Peter Behrens School of Arts. Seit 2015 lehrt sie in Nachfolge von Zaha Hadid am Institut für Architektur an der Universität für angewandte Kunst Wien.

## Auszeichnungen

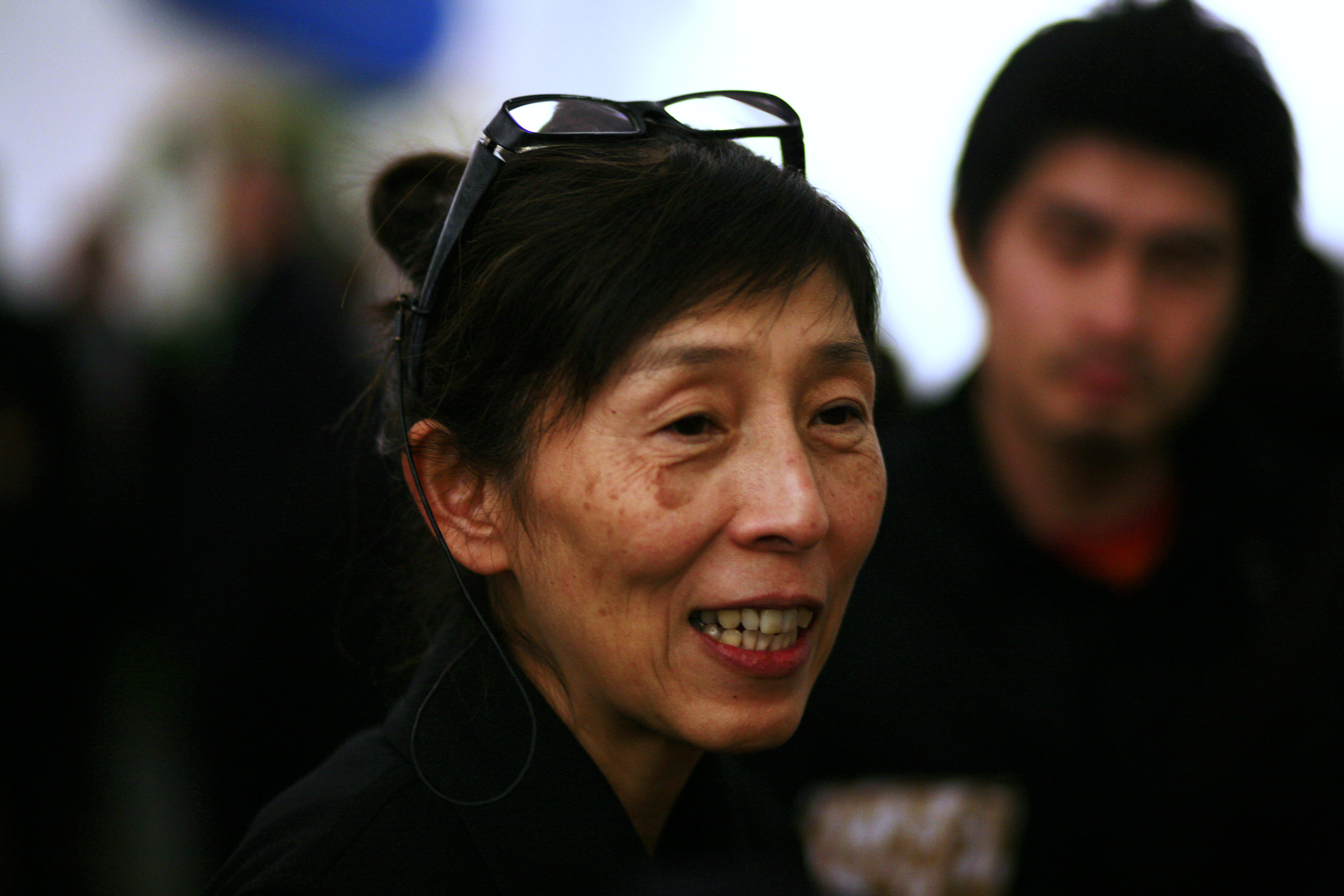
Kazuyo Sejima, 2009

Im Jahre 2000 wurde Kazuyo Sejima mit dem Erich-Schelling-Architekturpreis ausgezeichnet.
Kazuyo Sejima erhielt zusammen mit Ryue Nishizawa den Rolf-Schock-Preis 2005 sowie den Kunstpreis Berlin der Akademie der Künste im Jahr 2007.
Kazuyo Sejima und Nishizawa erhielten den Pritzker-Preis 2010. Die Pritzker-Jury würdigte ihre „grazilen und kraftvollen“ sowie „klaren und fließenden“ Entwürfe.

## Werke (Auswahl)
- N Museum, Wakayama 1997
- O Museum, Nagano 1999
- House in a Plumgrove, Setagaya (Tokio) 2003
- Christian-Dior-Building, Shibuya (Tokio) 2004
- 21st Century Museum of Contemporary Art, Kanazawa 2004
- Onishi Civic Center, Onishi, Präfektur Gunma 2005
- Glass Pavillon des Toledo Museum of Art, Toledo, Ohio, USA 2005
- Zollverein-Kubus, Essen 2005
- New Museum of Contemporary Art, New York 2006
- Serpentine Gallery Pavillon, London 2009
- Rolex Learning Center, Lausanne 2010
- Runde Fabrikhalle, Vitra Campus-Weil am Rhein mit NKBAK, 2012[7]
- Sumida Hokusai Museum, Tokyo 2016

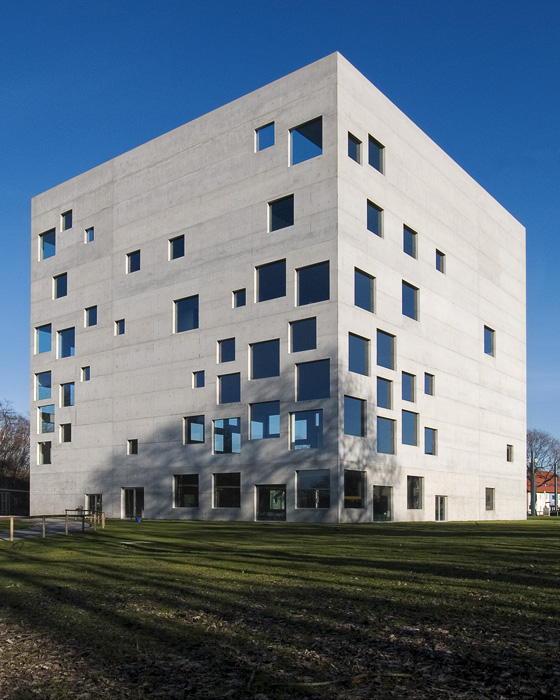
Zollverein-Kubus, Essen, 2005
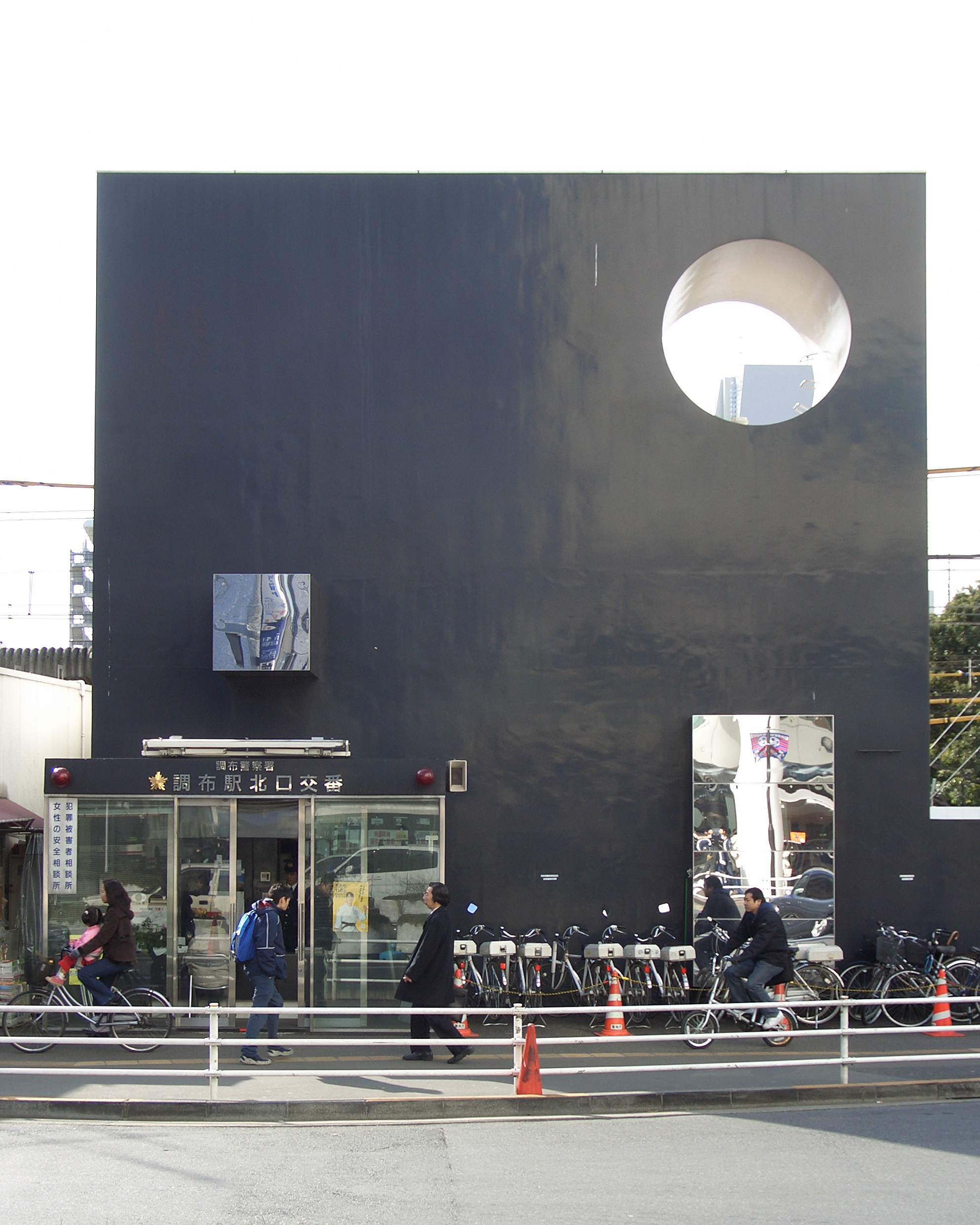
Kōban am Bahnhof Chōfu (Präfektur Tokio), 1994 (um 2010 abgegangen)
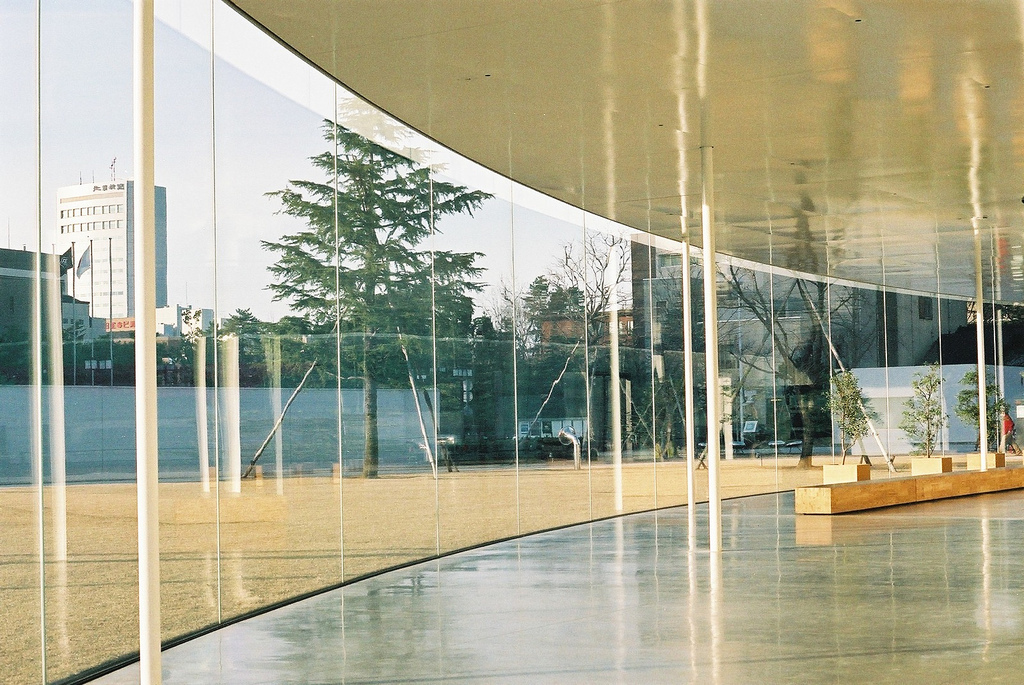
21st Century Museum of Contemporary Art, Kanazawa, 2004
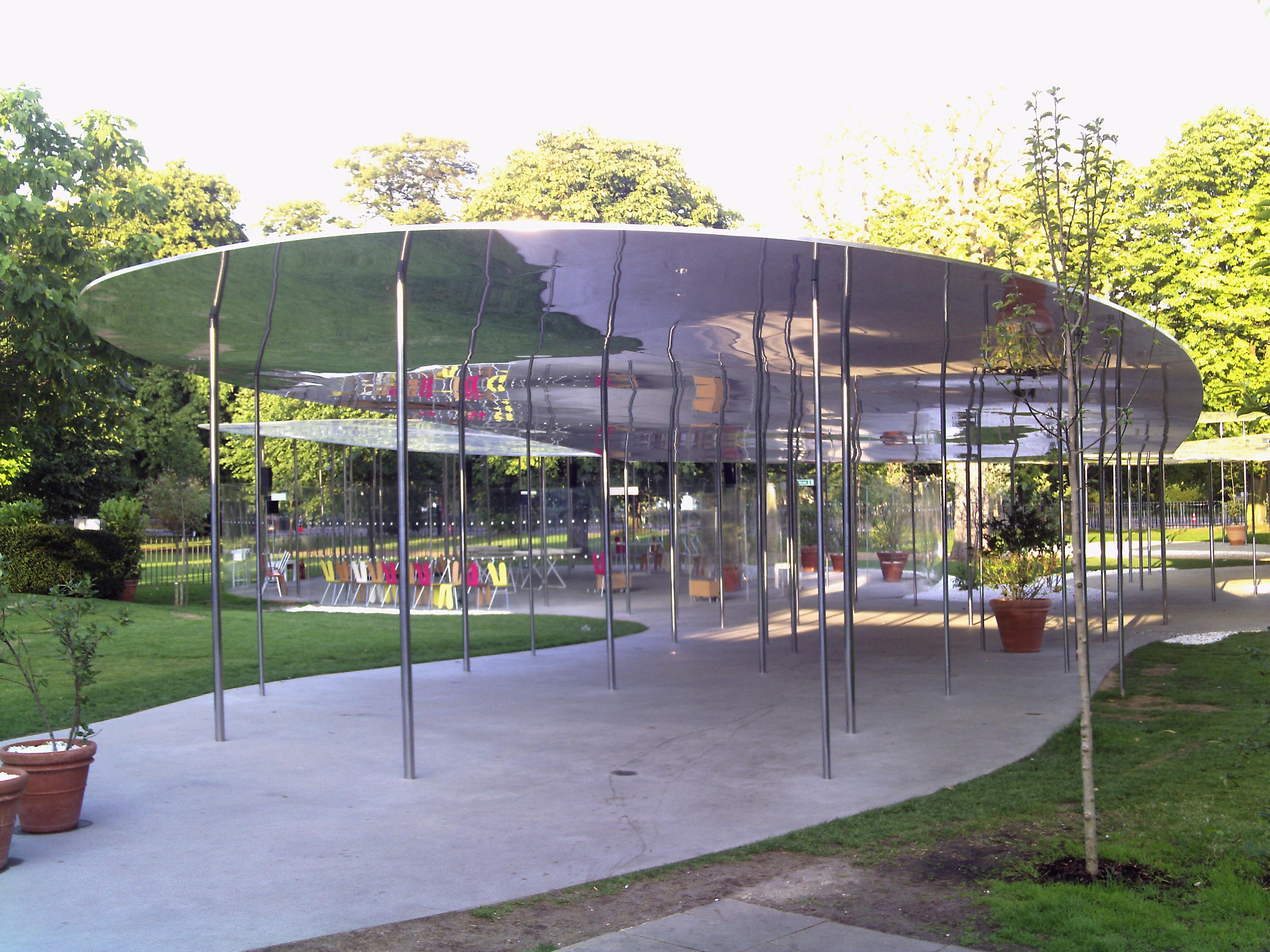
Serpentine Gallery Pavillon, London, 2009
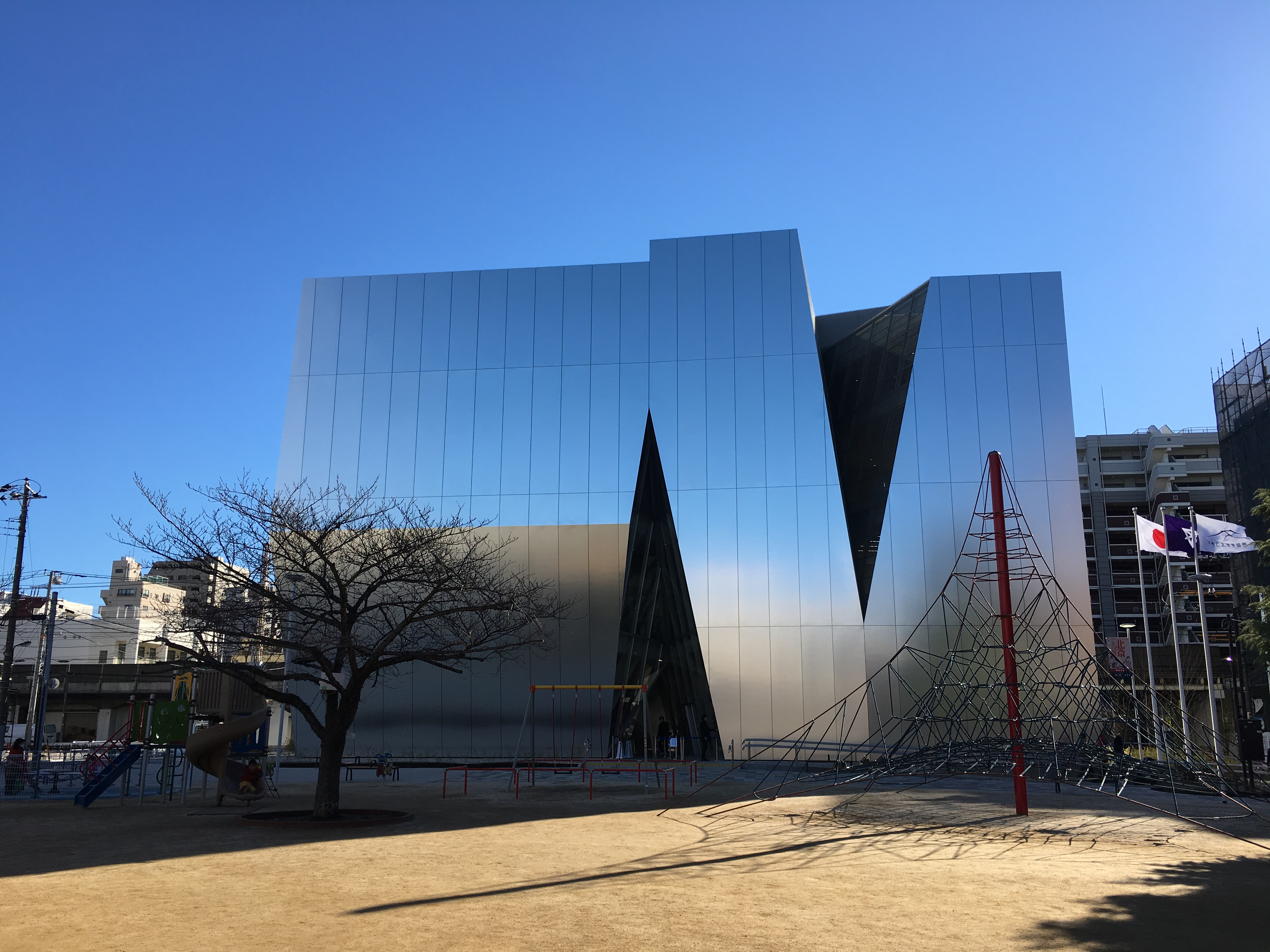
Sumida Hokusai Museum, Tokyo 2016

Das bemerkenswerte Projekt „House in a Plumgrove“ (Haus in einem Pflaumenwäldchen) ist ein 77 m² großes Einfamilienhaus in Tokio. Jede Funktion hat hier einen eigenen Raum erhalten, diese sind allerdings durch verschiedene Fensteröffnungen verbunden. Die durch die Vernetzung der Räume erreichte akustische und visuelle Gleichzeitigkeit aller Räume kann als architektonisches Pendant zu den Querverweisen moderner Informationstechnologie interpretiert werden. Auch in anderen Projekten, wie z. B. dem 21st Century Museum of Contemporary Art, ist diese Gleichberechtigung aller Räume (Hierarchielosigkeit) zu beobachten.